# Eikels (strip)
Eikels is een Nederlandse gagstrip die wordt geschreven en getekend door striptekenaar Hein de Kort. De Kort tekende deze strip in zijn typische wat morsige, vlekkerige stijl die in Frankrijk weleens de "ligne crade" (vuile lijn) wordt genoemd. De strip verscheen vanaf 1984 in Muziekkrant OOR en werd ook uitgegeven in albums, aanvankelijk door uitgeverij CIC en later door Big Balloon. Bib Balloon publiceerde van 1997 t/m 2000 ook de spin-off Eikeltjes in drie albums.